# Slavko Vinčić
Slavko Vinčić (nascut el 25 de novembre de 1979) és un àrbitre de futbol eslovè. És un àrbitre de la llista internacional de la FIFA des del 2010. Vinčić va anar a la UEFA Euro 2012 com a assistent addicional a l'equip de Damir Skomina. A més, Vinčić va arbitrar la final de la UEFA Champions League 2024 a l'estadi de Wembley.
El juliol de 2021 ha estat al capdavant de 12 partits de la Lliga de Campions i 19 de la Lliga Europa, inclosos els quarts de final de la Lliga de Campions 2020-21 entre el Porto i el Chelsea i la semifinal de la Lliga Europa 2020-21 entre l'Arsenal i el Vila-real. També va ser l'àrbitre de la final de la UEFA Europa League 2022 entre l'Eintracht Frankfurt i el Rangers.
Vinčić va ser seleccionat com a oficial de partit per a l'Eurocopa 2020, on va arbitrar dos partits de la fase de grups (Espanya-Suècia i Suïssa-Turquia) i el partit de QF entre Itàlia i Bèlgica.
El 30 de maig de 2020, Vinčić va ser arrestat per error com a part d'una investigació policial sobre una xarxa de prostitució i drogues a Bòsnia i Hercegovina però aviat va ser absolt de qualsevol delicte.
El 13 de maig de 2024, va ser seleccionat per la UEFA per arbitrar la final de la UEFA Champions League 2024 entre el Borussia Dortmund i el Reial Madrid.